# Wilhelm Jung (Kunsthistoriker)
Wilhelm Jung (* 16. Dezember 1922 in Solingen; † 3. Juli 2008 in Mainz) war ein deutscher Kunsthistoriker und Denkmalpfleger.

## Leben
Nach seiner Heimkehr aus britischer Kriegsgefangenschaft studierte Jung von 1946 bis 1952 Kunstgeschichte, Geschichte, Kirchengeschichte und Philosophie an der durch die französische Besatzungsmacht neu gegründeten Universität Mainz. Im Sommersemester 1949 wurde er Mitglied der VKDSt Hasso-Rhenania Mainz im Cartellverband (CV). 1952 wurde er bei Friedrich Gerke mit einer Arbeit zur Abtei Knechtsteden promoviert.
In der Zeit von 1953 bis 1964 arbeitete Jung im Landesamt für Denkmalpflege Rheinland-Pfalz. Anschließend war er beim Rheinischen Amt für Denkmalpflege als Gebietskonservator für den Regierungsbezirk Aachen und den Kreis Euskirchen tätig. Von 1969 bis zu seinem Eintritt in den Ruhestand 1988 war er für die Diözese Mainz Dom- und Diözesankonservator sowie Direktors des Bischöflichen Dom- und Diözesanmuseums in Mainz.

## Wirken
In seiner Wahlheimat Mainz hat sich Jung darüber hinaus in angesehenen Mainzer Vereinen und Verbänden engagiert. Wilhelm Jung war lange Jahre Zweiter Vorsitzender des Mainzer Altertumsvereins und war Mitbegründer und Beiratsmitglied des Kulturfonds der Mainzer Wirtschaft. Bis zu seinem Tod war er Ehrenvorsitzender des Altertumsvereins. Als Geheimer Rat war er in der Ehrbaren Mainzer Weinzunft von 1443 ein eloquenter Kenner der Stadt-, Diözesan- und Weingeschichte. Er lebte mit seiner Frau in der Mainzer Altstadt. Nach dem Vorbild der Kölner Tradition regte er die Einführung des Aschermittwochs der Künstler und Publizisten an, die durch Kardinal Hermann Volk realisiert wurde. Lange Zeit gehörte er dem Vorstand des Mainzer Verkehrsvereins an. 

### Zweitausendjahrfeier der Stadt Mainz 1962
Die Zweitausendjahrfeier – bereits damals entbrannte über den Termin und die zugrunde liegende Datierung eine Kontroverse, weil die Erwähnung der Stadt aus dem Jahr 38 v. Chr. historisch nicht gesichert ist – läutete einen rasanten wirtschaftlichen Aufschwung der Stadt Mainz ein, der unter Jockel Fuchs 1975 mit dem 1000-jährigen Domjubiläum einen krönenden Abschluss fand. Dieses bedeutende Stadtjubiläum hat Jung maßgeblich mitgestaltet, als er beim Landesamt für Denkmalpflege tätig war.

### Retter der Altstadt
Um die Mainzer Altstadt und das baukulturhistorische Erbe erwarb sich Jung besondere Verdienste. Der Aufstieg der Stadt Mainz zu einer modernen Großstadt in den 1960er- und 1970er-Jahren barg für die Altstadt große planerische Gefahren. Als unter Oberbürgermeister Franz Stein die „autogerechte Stadt“ Mainz angestrebt wurde und in der Mainzer Altstadt eine Flächensanierung absehbar wurde, wandte er sich mit dagegen und setzte sich für die behutsame Stadterneuerung und Sanierung von Einzelprojekten ein. Gerade dieses Verdienst wurde 1999 mit dem Ehrenring der Stadt Mainz gewürdigt. Oberbürgermeister Jens Beutel stellte dies bei seiner Verleihung besonders heraus: Wenn die Mainzer heute stolz auf ihre schön sanierte Altstadt blicken, sollen sie sich daran erinnern, dass Jung es verstanden hat, glaubwürdig und mit großem Geschick Begeisterung zu wecken für seine Vorstellungen eines behutsamen Umgangs mit den Vermächtnissen der Vergangenheit.
Jung hat nicht der autogerechten Stadt das Wort geredet, sondern eine überzeugende Rettungsstrategie für den historischen Stadtkern mitentwickelt.

### 1000 Jahre Mainzer Dom
In seiner Funktion als Diözesankonservator war Jung für die Kaiserdome in Worms und Mainz verantwortlich sowie für weitere 300 denkmalgeschützte Kirchen im Bistum Mainz. Kardinal Karl Lehmann schätzt an Jung vor allem, dass er Denkmalpflege und Restaurierung, „die sonst oft weit auseinander und im Streit miteinander liegen, zusammengebracht hat“.
Höhepunkt dieser Tätigkeit waren 1975 die Feiern „1000 Jahre Mainzer Dom“ im Auftrag des Bistums Mainz. Diese Feiern waren mit einer Grundrenovierung des Domgebirges verbunden. Die äußeren Restaurierungsarbeiten nach dem Krieg, bei denen auch Verwitterungsschäden beseitigt wurden, zogen sich in die 1970er-Jahre hin, ebenso wie Arbeiten an der Innenraumgestaltung, insbesondere der neuen Verglasung. Dies war die erste große Domrestaurierung seit den 1870er-Jahren. Abschließend wurde der Dom außen mit Mineralfarben nach historischem Vorbild rot eingefärbt. Zuvor war die alte Bemalung des Doms nicht mehr vollständig vorhanden und er hatte wegen unterschiedlicher verbauter Materialien ein farbig geschecktes Erscheinungsbild. Mit der Rotfärbung glich Jung ihn in der Farbgebung den meisten historischen Mainzer Gebäuden an. Nach Abschluss der Sanierung beging man 1975 feierlich die Tausendjahrfeier.

## Ehrungen
- Bundesverdienstkreuz am Bande (18. Oktober 1982)
- Silvesterorden (1987)
- Gutenberg-Plakette (1988)
- Ehrenring der Stadt Mainz (1999)
- Lindenschmit-Plakette des Mainzer Altertumsvereins.

## Schriften
Ein vollständiges Verzeichnis findet sich bei Susanne Speth: Schriftenverzeichnis Wilhelm Jung. In: Mainzer Zeitschrift. Band 87/88, 1992/93, S. 5–9. 
- Die Prämonstratenser-Stiftskirche Knechtsteden. Ein Beitrag zur niederrheinischen Baukunst und Wandmalerei des 12. Jahrhunderts. Dissertation Universität Mainz 1952.
- mit August Schuchert: Der Dom zu Mainz. Ein Handbuch. 2. Auflage Schmidt, Mainz 1953; 3. Auflage. Schmidt & Bödige, Mainz 1984.
- Ein wiedergefundener Marmoraltar der hl. Maria Magdalena aus der Mainzer Kartause. In: Jahrbuch des Bistums Mainz. 8, 1958/60, S. 333–340.
- Bestellte Kopie oder Fälschung? Die Emails im Mainzer Stephanskelch. In: Mainzer Zeitschrift. 54, 1959, S. 31–32.
- Mainz zwischen Dom, St. Stephan und Holzturm. Herausgegeben von Wilhelm Jung im Auftrag der Stadt Mainz 1971.
- Führer durch das Bischöfliche Dom- und Diözesanmuseum. Mainz 1971.
- mit Bruno Funk: Das Mainzer Rathaus. Eigenverlag Stadtverwaltung Mainz, Mainzer Verlagsanstalt und Druckerei Will & Rothe, Mainz 1974.
- (Hrsg.): 1000 Jahre Mainzer Dom (975–1975). Werden und Wandel. Ausstellungskatalog und Handbuch, Mainz 1975.
- Der Marienaltar im Mainzer Dom. Eine Stiftung des Bischofs Wilhelm Emmanuel Frhr. Von Ketteler zu seinem silbernen Jubiläum am 25. Juli 1875. In: Die Bischofskirche Sankt Martin zu Mainz (= Beiträge zur Mainzer Kirchengeschichte. Band 1). Knecht, Frankfurt 1986, S. 3–15.
- Kirchliche Denkmalpflege im Bistum Mainz. In: Archiv für mittelrheinische Kirchengeschichte. Band 40, 1988.
- Bauen am Dom und im Bistum Mainz während des 19. und 20. Jahrhunderts. In: Daniela Christmann (Hrsg.): RückSicht. Festschrift für Hans-Jürgen Imiela zum 5. Februar 1997. Schmidt, Mainz 1997, ISBN 3-87439-420-4, S. 85–93.